# Lynx (ordinateur)
Ne pas confondre avec la console Atari Lynx.
Pour les articles homonymes, voir Lynx (homonymie).
Le Lynx est un ordinateur personnel anglais qui était l'un des premiers modèles à 48kB de mémoire vive au début des années 1980. Il a été conçu par John Shireff et a été décliné en modèle 48kB, 96kB et 128kB.